# 1257
Portal Geschichte | Portal Biografien | Aktuelle Ereignisse | Jahreskalender | Tagesartikel

◄ |
12. Jahrhundert |
13. Jahrhundert
| 14. Jahrhundert | ►

◄ |
1220er |
1230er |
1240er |
1250er
| 1260er | 1270er | 1280er | ►

◄◄ |
◄ |
1253 |
1254 |
1255 |
1256 |
1257
| 1258 | 1259 | 1260 | 1261 | ► | ►►
Staatsoberhäupter  · Nekrolog
| Januar | Januar | Januar | Januar | Januar | Januar | Januar | Januar |
| Kw     | Mo     | Di     | Mi     | Do     | Fr     | Sa     | So     |
| 1      | 1      | 2      | 3      | 4      | 5      | 6      | 7      |
| 2      | 8      | 9      | 10     | 11     | 12     | 13     | 14     |
| 3      | 15     | 16     | 17     | 18     | 19     | 20     | 21     |
| 4      | 22     | 23     | 24     | 25     | 26     | 27     | 28     |
| 5      | 29     | 30     | 31     |        |        |        |        |
| ------ | ------ | ------ | ------ | ------ | ------ | ------ | ------ |

| Februar | Februar | Februar | Februar | Februar | Februar | Februar | Februar |
| Kw      | Mo      | Di      | Mi      | Do      | Fr      | Sa      | So      |
| 5       |         |         |         | 1       | 2       | 3       | 4       |
| 6       | 5       | 6       | 7       | 8       | 9       | 10      | 11      |
| 7       | 12      | 13      | 14      | 15      | 16      | 17      | 18      |
| 8       | 19      | 20      | 21      | 22      | 23      | 24      | 25      |
| 9       | 26      | 27      | 28      |         |         |         |         |
| ------- | ------- | ------- | ------- | ------- | ------- | ------- | ------- |

| März | März | März | März | März | März | März | März |
| Kw   | Mo   | Di   | Mi   | Do   | Fr   | Sa   | So   |
| 9    |      |      |      | 1    | 2    | 3    | 4    |
| 10   | 5    | 6    | 7    | 8    | 9    | 10   | 11   |
| 11   | 12   | 13   | 14   | 15   | 16   | 17   | 18   |
| 12   | 19   | 20   | 21   | 22   | 23   | 24   | 25   |
| 13   | 26   | 27   | 28   | 29   | 30   | 31   |      |
| ---- | ---- | ---- | ---- | ---- | ---- | ---- | ---- |

| April | April | April | April | April | April | April | April |
| Kw    | Mo    | Di    | Mi    | Do    | Fr    | Sa    | So    |
| 13    |       |       |       |       |       |       | 1     |
| 14    | 2     | 3     | 4     | 5     | 6     | 7     | 8     |
| 15    | 9     | 10    | 11    | 12    | 13    | 14    | 15    |
| 16    | 16    | 17    | 18    | 19    | 20    | 21    | 22    |
| 17    | 23    | 24    | 25    | 26    | 27    | 28    | 29    |
| 18    | 30    |       |       |       |       |       |       |
| ----- | ----- | ----- | ----- | ----- | ----- | ----- | ----- |

| Mai | Mai | Mai | Mai | Mai | Mai | Mai | Mai |
| Kw  | Mo  | Di  | Mi  | Do  | Fr  | Sa  | So  |
| 18  |     | 1   | 2   | 3   | 4   | 5   | 6   |
| 19  | 7   | 8   | 9   | 10  | 11  | 12  | 13  |
| 20  | 14  | 15  | 16  | 17  | 18  | 19  | 20  |
| 21  | 21  | 22  | 23  | 24  | 25  | 26  | 27  |
| 22  | 28  | 29  | 30  | 31  |     |     |     |
| --- | --- | --- | --- | --- | --- | --- | --- |

| Juni | Juni | Juni | Juni | Juni | Juni | Juni | Juni |
| Kw   | Mo   | Di   | Mi   | Do   | Fr   | Sa   | So   |
| 22   |      |      |      |      | 1    | 2    | 3    |
| 23   | 4    | 5    | 6    | 7    | 8    | 9    | 10   |
| 24   | 11   | 12   | 13   | 14   | 15   | 16   | 17   |
| 25   | 18   | 19   | 20   | 21   | 22   | 23   | 24   |
| 26   | 25   | 26   | 27   | 28   | 29   | 30   |      |
| ---- | ---- | ---- | ---- | ---- | ---- | ---- | ---- |

| Juli | Juli | Juli | Juli | Juli | Juli | Juli | Juli |
| Kw   | Mo   | Di   | Mi   | Do   | Fr   | Sa   | So   |
| 26   |      |      |      |      |      |      | 1    |
| 27   | 2    | 3    | 4    | 5    | 6    | 7    | 8    |
| 28   | 9    | 10   | 11   | 12   | 13   | 14   | 15   |
| 29   | 16   | 17   | 18   | 19   | 20   | 21   | 22   |
| 30   | 23   | 24   | 25   | 26   | 27   | 28   | 29   |
| 31   | 30   | 31   |      |      |      |      |      |
| ---- | ---- | ---- | ---- | ---- | ---- | ---- | ---- |

| August | August | August | August | August | August | August | August |
| Kw     | Mo     | Di     | Mi     | Do     | Fr     | Sa     | So     |
| 31     |        |        | 1      | 2      | 3      | 4      | 5      |
| 32     | 6      | 7      | 8      | 9      | 10     | 11     | 12     |
| 33     | 13     | 14     | 15     | 16     | 17     | 18     | 19     |
| 34     | 20     | 21     | 22     | 23     | 24     | 25     | 26     |
| 35     | 27     | 28     | 29     | 30     | 31     |        |        |
| ------ | ------ | ------ | ------ | ------ | ------ | ------ | ------ |

| September | September | September | September | September | September | September | September |
| Kw        | Mo        | Di        | Mi        | Do        | Fr        | Sa        | So        |
| 35        |           |           |           |           |           | 1         | 2         |
| 36        | 3         | 4         | 5         | 6         | 7         | 8         | 9         |
| 37        | 10        | 11        | 12        | 13        | 14        | 15        | 16        |
| 38        | 17        | 18        | 19        | 20        | 21        | 22        | 23        |
| 39        | 24        | 25        | 26        | 27        | 28        | 29        | 30        |
| --------- | --------- | --------- | --------- | --------- | --------- | --------- | --------- |

| Oktober | Oktober | Oktober | Oktober | Oktober | Oktober | Oktober | Oktober |
| Kw      | Mo      | Di      | Mi      | Do      | Fr      | Sa      | So      |
| 40      | 1       | 2       | 3       | 4       | 5       | 6       | 7       |
| 41      | 8       | 9       | 10      | 11      | 12      | 13      | 14      |
| 42      | 15      | 16      | 17      | 18      | 19      | 20      | 21      |
| 43      | 22      | 23      | 24      | 25      | 26      | 27      | 28      |
| 44      | 29      | 30      | 31      |         |         |         |         |
| ------- | ------- | ------- | ------- | ------- | ------- | ------- | ------- |

| November | November | November | November | November | November | November | November |
| Kw       | Mo       | Di       | Mi       | Do       | Fr       | Sa       | So       |
| 44       |          |          |          | 1        | 2        | 3        | 4        |
| 45       | 5        | 6        | 7        | 8        | 9        | 10       | 11       |
| 46       | 12       | 13       | 14       | 15       | 16       | 17       | 18       |
| 47       | 19       | 20       | 21       | 22       | 23       | 24       | 25       |
| 48       | 26       | 27       | 28       | 29       | 30       |          |          |
| -------- | -------- | -------- | -------- | -------- | -------- | -------- | -------- |

| Dezember | Dezember | Dezember | Dezember | Dezember | Dezember | Dezember | Dezember |
| Kw       | Mo       | Di       | Mi       | Do       | Fr       | Sa       | So       |
| 48       |          |          |          |          |          | 1        | 2        |
| 49       | 3        | 4        | 5        | 6        | 7        | 8        | 9        |
| 50       | 10       | 11       | 12       | 13       | 14       | 15       | 16       |
| 51       | 17       | 18       | 19       | 20       | 21       | 22       | 23       |
| 52       | 24       | 25       | 26       | 27       | 28       | 29       | 30       |
| 1        | 31       |          |          |          |          |          |          |
| -------- | -------- | -------- | -------- | -------- | -------- | -------- | -------- |

| Januar | Januar | Januar | Januar | Januar | Januar | Januar | Januar |
| Kw     | Mo     | Di     | Mi     | Do     | Fr     | Sa     | So     |
| 1      | 1      | 2      | 3      | 4      | 5      | 6      | 7      |
| 2      | 8      | 9      | 10     | 11     | 12     | 13     | 14     |
| 3      | 15     | 16     | 17     | 18     | 19     | 20     | 21     |
| 4      | 22     | 23     | 24     | 25     | 26     | 27     | 28     |
| 5      | 29     | 30     | 31     |        |        |        |        |
| ------ | ------ | ------ | ------ | ------ | ------ | ------ | ------ |

| Februar | Februar | Februar | Februar | Februar | Februar | Februar | Februar |
| Kw      | Mo      | Di      | Mi      | Do      | Fr      | Sa      | So      |
| 5       |         |         |         | 1       | 2       | 3       | 4       |
| 6       | 5       | 6       | 7       | 8       | 9       | 10      | 11      |
| 7       | 12      | 13      | 14      | 15      | 16      | 17      | 18      |
| 8       | 19      | 20      | 21      | 22      | 23      | 24      | 25      |
| 9       | 26      | 27      | 28      |         |         |         |         |
| ------- | ------- | ------- | ------- | ------- | ------- | ------- | ------- |

| März | März | März | März | März | März | März | März |
| Kw   | Mo   | Di   | Mi   | Do   | Fr   | Sa   | So   |
| 9    |      |      |      | 1    | 2    | 3    | 4    |
| 10   | 5    | 6    | 7    | 8    | 9    | 10   | 11   |
| 11   | 12   | 13   | 14   | 15   | 16   | 17   | 18   |
| 12   | 19   | 20   | 21   | 22   | 23   | 24   | 25   |
| 13   | 26   | 27   | 28   | 29   | 30   | 31   |      |
| ---- | ---- | ---- | ---- | ---- | ---- | ---- | ---- |

| April | April | April | April | April | April | April | April |
| Kw    | Mo    | Di    | Mi    | Do    | Fr    | Sa    | So    |
| 13    |       |       |       |       |       |       | 1     |
| 14    | 2     | 3     | 4     | 5     | 6     | 7     | 8     |
| 15    | 9     | 10    | 11    | 12    | 13    | 14    | 15    |
| 16    | 16    | 17    | 18    | 19    | 20    | 21    | 22    |
| 17    | 23    | 24    | 25    | 26    | 27    | 28    | 29    |
| 18    | 30    |       |       |       |       |       |       |
| ----- | ----- | ----- | ----- | ----- | ----- | ----- | ----- |

| Mai | Mai | Mai | Mai | Mai | Mai | Mai | Mai |
| Kw  | Mo  | Di  | Mi  | Do  | Fr  | Sa  | So  |
| 18  |     | 1   | 2   | 3   | 4   | 5   | 6   |
| 19  | 7   | 8   | 9   | 10  | 11  | 12  | 13  |
| 20  | 14  | 15  | 16  | 17  | 18  | 19  | 20  |
| 21  | 21  | 22  | 23  | 24  | 25  | 26  | 27  |
| 22  | 28  | 29  | 30  | 31  |     |     |     |
| --- | --- | --- | --- | --- | --- | --- | --- |

| Juni | Juni | Juni | Juni | Juni | Juni | Juni | Juni |
| Kw   | Mo   | Di   | Mi   | Do   | Fr   | Sa   | So   |
| 22   |      |      |      |      | 1    | 2    | 3    |
| 23   | 4    | 5    | 6    | 7    | 8    | 9    | 10   |
| 24   | 11   | 12   | 13   | 14   | 15   | 16   | 17   |
| 25   | 18   | 19   | 20   | 21   | 22   | 23   | 24   |
| 26   | 25   | 26   | 27   | 28   | 29   | 30   |      |
| ---- | ---- | ---- | ---- | ---- | ---- | ---- | ---- |

| Juli | Juli | Juli | Juli | Juli | Juli | Juli | Juli |
| Kw   | Mo   | Di   | Mi   | Do   | Fr   | Sa   | So   |
| 26   |      |      |      |      |      |      | 1    |
| 27   | 2    | 3    | 4    | 5    | 6    | 7    | 8    |
| 28   | 9    | 10   | 11   | 12   | 13   | 14   | 15   |
| 29   | 16   | 17   | 18   | 19   | 20   | 21   | 22   |
| 30   | 23   | 24   | 25   | 26   | 27   | 28   | 29   |
| 31   | 30   | 31   |      |      |      |      |      |
| ---- | ---- | ---- | ---- | ---- | ---- | ---- | ---- |

| August | August | August | August | August | August | August | August |
| Kw     | Mo     | Di     | Mi     | Do     | Fr     | Sa     | So     |
| 31     |        |        | 1      | 2      | 3      | 4      | 5      |
| 32     | 6      | 7      | 8      | 9      | 10     | 11     | 12     |
| 33     | 13     | 14     | 15     | 16     | 17     | 18     | 19     |
| 34     | 20     | 21     | 22     | 23     | 24     | 25     | 26     |
| 35     | 27     | 28     | 29     | 30     | 31     |        |        |
| ------ | ------ | ------ | ------ | ------ | ------ | ------ | ------ |

| September | September | September | September | September | September | September | September |
| Kw        | Mo        | Di        | Mi        | Do        | Fr        | Sa        | So        |
| 35        |           |           |           |           |           | 1         | 2         |
| 36        | 3         | 4         | 5         | 6         | 7         | 8         | 9         |
| 37        | 10        | 11        | 12        | 13        | 14        | 15        | 16        |
| 38        | 17        | 18        | 19        | 20        | 21        | 22        | 23        |
| 39        | 24        | 25        | 26        | 27        | 28        | 29        | 30        |
| --------- | --------- | --------- | --------- | --------- | --------- | --------- | --------- |

| Oktober | Oktober | Oktober | Oktober | Oktober | Oktober | Oktober | Oktober |
| Kw      | Mo      | Di      | Mi      | Do      | Fr      | Sa      | So      |
| 40      | 1       | 2       | 3       | 4       | 5       | 6       | 7       |
| 41      | 8       | 9       | 10      | 11      | 12      | 13      | 14      |
| 42      | 15      | 16      | 17      | 18      | 19      | 20      | 21      |
| 43      | 22      | 23      | 24      | 25      | 26      | 27      | 28      |
| 44      | 29      | 30      | 31      |         |         |         |         |
| ------- | ------- | ------- | ------- | ------- | ------- | ------- | ------- |

| November | November | November | November | November | November | November | November |
| Kw       | Mo       | Di       | Mi       | Do       | Fr       | Sa       | So       |
| 44       |          |          |          | 1        | 2        | 3        | 4        |
| 45       | 5        | 6        | 7        | 8        | 9        | 10       | 11       |
| 46       | 12       | 13       | 14       | 15       | 16       | 17       | 18       |
| 47       | 19       | 20       | 21       | 22       | 23       | 24       | 25       |
| 48       | 26       | 27       | 28       | 29       | 30       |          |          |
| -------- | -------- | -------- | -------- | -------- | -------- | -------- | -------- |

| Dezember | Dezember | Dezember | Dezember | Dezember | Dezember | Dezember | Dezember |
| Kw       | Mo       | Di       | Mi       | Do       | Fr       | Sa       | So       |
| 48       |          |          |          |          |          | 1        | 2        |
| 49       | 3        | 4        | 5        | 6        | 7        | 8        | 9        |
| 50       | 10       | 11       | 12       | 13       | 14       | 15       | 16       |
| 51       | 17       | 18       | 19       | 20       | 21       | 22       | 23       |
| 52       | 24       | 25       | 26       | 27       | 28       | 29       | 30       |
| 1        | 31       |          |          |          |          |          |          |
| -------- | -------- | -------- | -------- | -------- | -------- | -------- | -------- |

## Ereignisse

### Politik und Weltgeschehen

#### Heiliges Römisches Reich
- 13. Januar: Mit den Stimmen der Erzbischöfe von Köln und Mainz sowie des Pfalzgrafen bei Rhein wird Richard von Cornwall vor den Toren der Stadt Frankfurt am Main zum römisch-deutschen König gewählt. Ottokar II. Přemysl, König von Böhmen, schließt sich dieser Entscheidung an.
- 1. April: Die Kurfürsten von Trier, Sachsen und Brandenburg wählen in Frankfurt Alfons X. von Kastilien und León zum deutschen König. Ottokar von Böhmen, der von beiden Seiten Wahlgeschenke erhalten hat, schließt sich auch dieser Entscheidung an. Mit der Doppelwahl von 1256/57, einem weiteren Höhepunkt des deutschen Interregnum, setzt sich das alleinige Recht zur Königswahl seitens der sieben Kurfürsten durch.
- 17. Mai: Richard von Cornwall wird in Aachen gekrönt und empfängt das Zepter und die Reichskrone auf dem Thron Karls des Großen sitzend. Trotzdem kann er sich in den nächsten Jahren genauso wenig wie sein Gegner Alfons entscheidend im Reich durchsetzen.
- Mit dem Geld, das Gerhard I. von Dhaun, der Erzbischof von Mainz, für seine Wahl von Richard von Cornwall erhalten hat, kann er sich aus der Gefangenschaft Herzog Albrechts I. von Braunschweig-Lüneburg freikaufen.
- Der erst 1254 gegründete Rheinische Städtebund löst sich wieder auf.

#### Britische Inseln
- 2. Juni: In der Schlacht von Cymerau fügen die Waliser Fürsten Maredudd ap Rhys und Maredudd ap Owain der englischen Armee eine ihrer vernichtendsten Niederlagen zu. Als Folge des Sieges können die Waliser einige englische Burgen wie Llansteffan, Laugharne und Narberth Castle erobern, deren Besatzungen in der Schlacht gefallen sind, während Kidwelly Castle der Belagerung widersteht. Weitere Raubzüge unternimmt Rhys Fychan bis nach Gower, wo er die Herrschaft von William de Braose, 1. Baron Braose bedroht. Der englische König Heinrich III. führt im August eine englische Armee nach Nordwales, doch außer den Entsatz von Dyserth und Deganwy Castle erreicht er wenig und muss sich nach vier Wochen wieder nach Chester zurückziehen. Llywelyn ap Gruffydd dagegen kann den mit den Engländern verbündeten Fürsten Gruffydd ap Gwenwynwyn vollständig aus Powys Wenwynwyn vertreiben und sein Reich erobern. Auch der Fürst von Powys Fadog, Gruffydd Maelor ap Madog, unterwirft sich Gruffydd.
- Heinrich III. von England beruft aufgrund wachsender Unzufriedenheit die Barone zum „großen Rat“ ein.

#### Weitere Ereignisse in Europa
- 26. Juli: Papst Alexander IV. wiederholt die Bulle von Rieti, mit der sein Vorgänger Gregor IX. im Jahr 1234 dem Deutschen Orden die Herrschaft über das Kulmer Land östlich der unteren Weichsel, sowie über alle weiteren, vom Deutschen Orden in Preußen eroberte Ländereien (zu ewigem und freiem Besitz) bestätigt hat.
- Konstantin Tich steigt zum einflussreichsten Bojaren und Gegner von Zar Mizo Assen im Bulgarischen Reich auf, das im letzten Jahr in einem Bürgerkrieg versunken ist. Nachdem Mizo nach Konstantinopel geflohen ist, wird Konstantin vom Rat der Bojaren zum neuen Zaren gewählt.
- König Afonso III. von Portugal erobert Monforte von den Mauren und gibt dem Ort erste Stadtrechte.

#### Levante/Nordafrika
- 23. Juni: Im Krieg von St. Sabas besiegt die zahlenmäßig unterlegene Republik Venedig unter Admiral Lorenzo Tiepolo eine genuesische Flotte in einer Seeschlacht vor Akkon.
- Als der ägyptische Sultan Izz ad-Din Aibak ein Bündnis mit dem Herrscher von Mossul eingehen und dieses mit einer Heirat besiegeln will, wird er von seiner Ehefrau Schadschar ad-Durr ermordet. Nachdem Aibaks Sohn Ali I. zum neuen Sultan erhoben worden ist, wird sie von den Mamluken ermordet.

#### Asien
- Nach seiner Rückkehr aus Karakorum in die Hauptstadt Sarai stirbt Sartaq Khan, Khan der Goldenen und der Blauen Horde an einem „Magenleiden“, vermutlich wird er ermordet. Sein Nachfolger, der zehnjährige Ulaqchi Khan, wird nach kurzer Zeit ebenfalls abgesetzt oder umgebracht. Berke wird daraufhin Khan der beiden Horden.
- Kai Kobad II., Sultan der Rum-Seldschuken, wird vermutlich von seinen Emiren ermordet. Der mongolische Großkhan Möngke setzt daraufhin seine Brüder Kai Kaus II. und Kılıç Arslan IV. als Teilherrscher des von den mongolischen Ilchanen unter Hülegü abhängigen Sultanats ein, um seine Grenze nach Anatolien zu befrieden.

#### Stadtrechte und urkundliche Ersterwähnungen
- Krakau erhält vom polnischen König Bolesław V. das Magdeburger Stadtrecht. Daraufhin wird der Hauptmarkt in seiner heutigen Form angelegt.
- Erste urkundliche Erwähnung von Breitenbrunn am Neusiedler See, Diemerswil, Diemtigen, Gundelsheim, Gurtnellen, Havighorst, Möhra, Rain, Scheppach und Walterswil.

### Wissenschaft und Technik
- Hofkaplan Robert von Sorbon gründet in Paris eine Theologenschule (im 14. Jh. Sorbonne genannt; wird 1554 Sitz der theologischen Fakultät der Pariser Universität) (siehe Stein, Kulturfahrplan).

### Kultur
- um 1257: Ulrich von Liechtenstein verfasst das Frauenbuch. Es ist ursprünglich auf Mittelhochdeutsch in Reimpaarversen geschrieben und lässt sich literarisch als Minnerede klassifizieren. Das Werk beschreibt einen Dialog zwischen einer adligen Dame und einem Ritter, den der Erzähler wiedergibt.

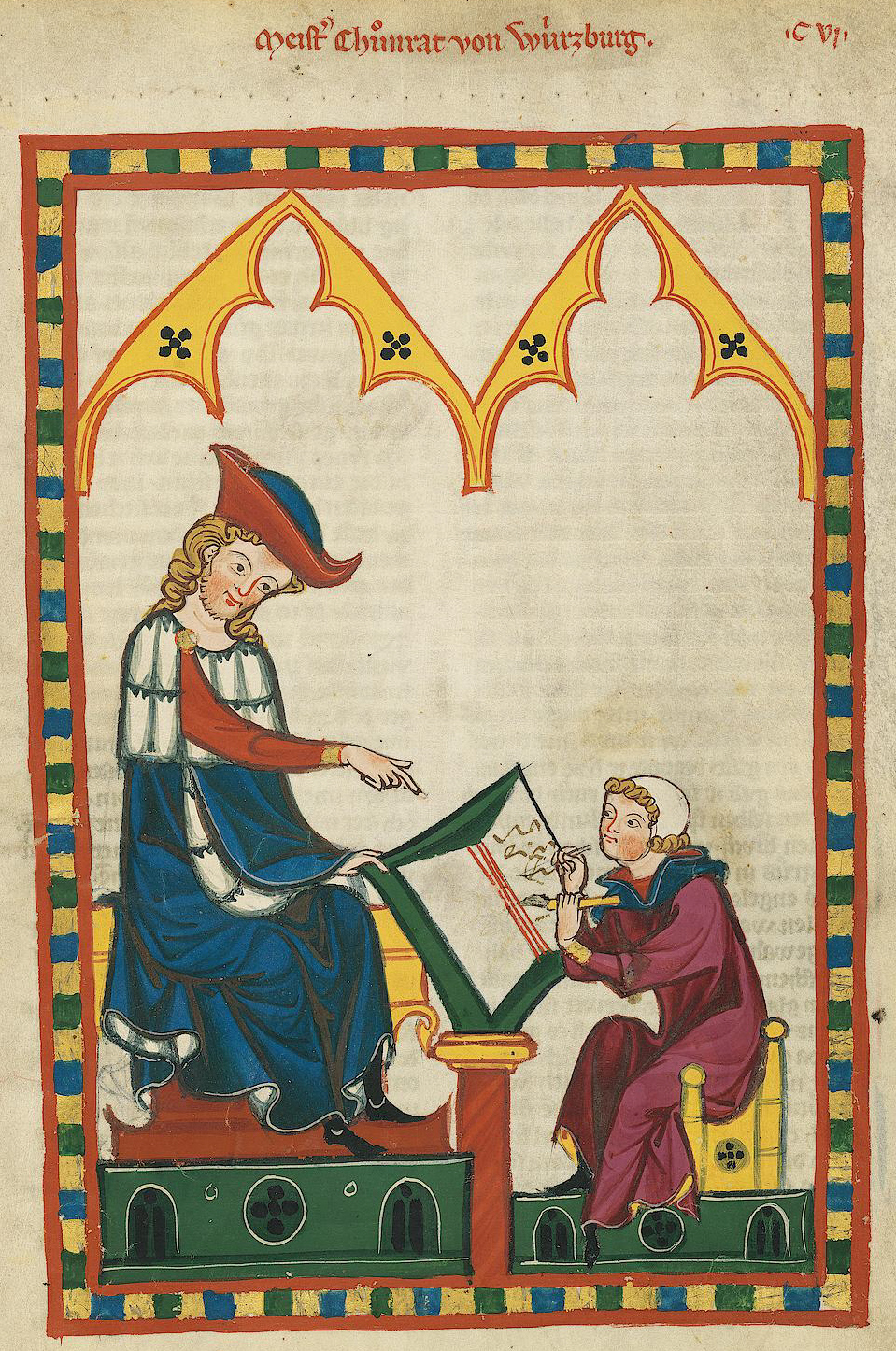
Meister Konrad von Würzburg (Abbildung aus dem Codex Manesse, 14. Jh.)

- 1257/1258: Konrad von Würzburg verfasst die strophischen Allegorien Klage der Kunst.

### Religion

#### Christentum

##### Kirchenhierarchie
- Das Domkapitel setzt Philipp von Spanheim als Erzbischof von Salzburg ab und setzt Ulrich von Seckau als seinen Nachfolger ein. Dieser kann sich jedoch gegen den Spanheimer nicht durchsetzen, der sich auch mit militärischen Mitteln gegen seine Absetzung wehrt und dabei von seinem Bruder Ulrich III. von Kärnten unterstützt wird.
- Berthold von Leiningen wird Bischof von Bamberg.
- Guido Fulcodi wird Bischof von Le Puy.

##### Geistliche Orden und Klostergründungen
- Bonaventura wird siebter Generalminister der Franziskaner. Sein Vorgänger Johannes von Parma war von Papst Alexander IV. im Rahmen des Armutsstreits zum Rücktritt gezwungen worden.
- Das Kloster Nordshausen bei Kassel wird erstmals urkundlich erwähnt.
- um 1257: Das Zisterzienserkloster Zagreb wird gegründet.

#### Islam
- März: Nach der Ermordung von Rukn ad-Din Churschah im Feldlager der Mongolen wird sein Sohn Schams ad-Din Muhammad 28. Imam der Schia der Nizari-Ismailiten.

### Katastrophen
Zwischen Mai und Oktober bricht der Samalas-Vulkan im Rinjani-Vulkankomplex auf der indonesischen Insel Lombok aus, vermutlich die mächtigste Eruption der letzten 7000 Jahre. Dabei werden das Königreich Lombok und die Hauptstadt Pamatan vollständig verwüstet und unter 35 Meter hohen Vulkanablagerungen verschüttet. Mit großer Wahrscheinlichkeit ist der Vulkanausbruch auch der Auslöser für Dauerregen und Missernten in Europa 1258.

## Geboren

### Geburtsdatum gesichert
- 24. März: Jolanda I., Herrin von Fougères, Herrin von Lusignan, Couhé und Peyrat, sowie Gräfin von La Marche († 1314)
- 15. August: Muhammad III., Emir von Granada († 1314)
- 14. Oktober: Przemysł II., Seniorherzog und König von Polen, Herzog von Pommerellen († 1296)

### Genaues Geburtsdatum unbekannt
- Agnes von Brandenburg, Königin von Dänemark († 1304)
- Friedrich der Freidige, Markgraf von Meißen und Landgraf von Thüringen († 1323)
- Heinrich von Frauenberg, deutscher Freiherr und Minnesänger († 1314)
- Maol Íosa, 6. Earl of Strathearn, schottischer Adeliger († 1313)
- Rinchen Gyeltshen, tibetischer Mönch und Kaiserlicher Lehrer in China († 1305)

### Geboren um 1257
- 1256/1257: Kasimir II., Herzog von Beuthen in Oberschlesien und von Cosel († 1312)
- William Martin, 1. Baron Martin, englischer Adeliger († 1324)
- Philipp III., Herr von Falkenstein, Herr zu Münzenberg und Lich († 1322)
- Seyfried Schweppermann, Feldhauptmann der Reichsstadt Nürnberg († 1337)

## Gestorben

### Erstes Halbjahr
- um den 16. Januar: John of Lexinton, englischer Ritter und Lord Keeper of the Great Seal
- 21. Januar: Heinrich III., Augustiner-Chorherr und Probst des Klosterstifts Berchtesgaden
- um den 9. März: Rukn ad-Din Churschah, Imam der Nizariten (* 1230)
- nach dem 12. März: Johann von Gützkow, deutscher Adeliger
- 12. April oder 2./3. Mai: Schadschar ad-Durr, Sultanin in Ägypten
- 1. Mai: Mafalda von Portugal, Königin von Kastilien und Nonne, katholische Selige (* um 1184 oder 1200)
- 5. Mai: Håkon Håkonsson unge, norwegischer König (* 1232)
- 19. Mai: Walter of Suffield, Bischof von Norwich
- 21. Mai: Roger Weseham, Bischof von Coventry und Lichfield
- 2. Juni: Stephen Bauzan, englischer Ritter und Militär (* nach 1210)
- 4. Juni: Przemysł I., Herzog von Großpolen (* 1220/1221)

### Zweites Halbjahr
- um den 24. Juli: Heinrich III. von Barmstede, holsteinischer Adeliger
- 15. August: Hyazinth von Polen, polnischer Adliger und Geistlicher, Begründer des Dominikanerordens in Polen, katholischer Heiliger (* 1183)
- August: Robert de Quincy, englischer Adeliger
- 17. September: Heinrich I. von Bilversheim, Bischof von Bamberg und Administrator von Chiemsee
- 25. September: Ulrich von Haus, Bischof von Lavant
- um den 26. September: Richard Blund, Bischof von Exeter
- 12. Oktober: Mathilde von Courtenay, Gräfin von Nevers, Auxerre und Tonnerre (* um 1188)
- 8. oder 29. November: Richard von Daun, Bischof von Worms
- 24. Dezember: Johann von Avesnes, Graf von Hennegau (* 1218)

### Genaues Todesdatum unbekannt
- Adolf II. von Dassel, deutsche Adeliger (* 1210)
- Guillaume de Beaumont, Herr von Beaumont-du-Gatinais, Kreuzritter und Marschall von Frankreich
- Heinrich I. von Rusteberg, Bischof von Hildesheim (* um 1200)
- Heinrich II., der Schenker, Graf von Ortenburg
- Izz ad-Din Aibak, türkischstämmiger Mameluk und Sultan von Ägypten
- Kai Kobad II., Sultan der Rum-Seldschuken (* 1238/39)
- Maelgwn Fychan, walisischer Adeliger
- Sartaq Khan, Herrscher über die Goldene/Blaue Horde
- Ulaqchi Khan, Herrscher über die Goldene/Blaue Horde (* 1247)
- Waldemar III., Herzog von Schleswig (* 1238)